# Мыслович, Патрик
Патрик Мыслович (словац. Patrik Myslovič; род. 28 мая 2001, Мартин, Жилинский край) — словацкий футболист, полузащитник клуба «Левски».

## Клубная карьера
Мыслович — воспитанник клубов «Фомат Мартин» и «Жилина». 23 февраля 2019 года в матче против «Сеницы» он дебютировал в словацкой Суперлиге в составе последнего. 20 июня 2020 года в поединке против столичного «Слована» Патрик забил свой первый гол за «Жилину». В начале 2023 года Мыслович на правах аренды перешёл в шотландский «Абердин». 18 января в матче против «Харт оф Мидлотиан» он дебютировал шотландском Премьершипе.
14 февраля 2024 года Мыслович перешёл в болгарский «Левски», подписав контракт на 2,5 года.